# Município de Crawford (condado de Wyandot, Ohio)
Localização do Ohio nos E.U.A.
O município de Crawford (em inglês: Crawford Township) é um município localizado no condado de Wyandot no estado estadounidense de Ohio. No ano 2010 tinha uma população de 4789 habitantes e uma densidade populacional de 51,14 pessoas por km².

## Geografia
O município de Crawford encontra-se localizado nas coordenadas 40° 56′ 46″ N, 83° 21′ 42″ O. Segundo a Departamento do Censo dos Estados Unidos, o município tem uma superfície total de 93.65 km², da qual 93,53 km² correspondem a terra firme e (0,13 %) 0,12 km² é água.

## Demografia
Segundo o censo de 2010, tinha 4789 pessoas residindo no município de Crawford. A densidade de população era de 51,14 hab./km².